# Renée Delafontaine
Renée Delafontaine (Puidoux, 29 januari 1921 - Vevey, 16 maart 2006) was een Zwitserse onderwijzeres en maatschappelijk werkster die zich inzette voor de verzorging van gehandicapten.

## Biografie

### Afkomst en opleiding
Renée Delafontaine was een dochter van Charles Delafontaine, die landbouwer was, en van Lina Gilliéron. Ze studeerde schone kunsten in Lausanne en trok vervolgens naar de Universiteit van Genève om er psychologie te studeren, bij onder meer André Rey. Vervolgens volgde ze een opleiding tot onderwijzeres.

### Carrière
In 1954 opende Delafontaine in Lausanne haar eerste centrum voor mentaal gehandicapte kinderen, dat later ook toegankelijk was voor adolescenten en volwassenen. In 1975 richtte ze een stichting op die sinds 1977 was gevestigd in Mont-sur-Lausanne. Haar methodes waren gestoeld op de dagelijkse begeleiding van de gehandicapte, maar waren tevens gevoed door een gedegen theoretische kennis. Alzo heeft het werk van Delafontaine een grote vooruitgang mogelijk gemaakt in het begrip en de behandeling van een mentale handicap. 

## Onderscheidingen
- Doctor honoris causa van de Universiteit van Lausanne
- Prix de Lausanne (1997), overhandigd door burgemeester van Lausanne Yvette Jaggi

## Werken
- (fr)  Quand ils ont cassé leur ficelle, 1990.
- (fr)  Eveil à la vie jour après jour, 1992.

- Bibliothèque nationale de France: cb162428376 (data)
- Gemeinsame Normdatei: 129899577
- Historisch woordenboek van Zwitserland: 042598
- International Standard Name Identifier: 0000 0003 7487 6841
- Virtual International Authority File: 230366061